# Буди (селище)
Бу́ди — селище Харківського району Харківської області. У складі Південноміської громади.

## Географічне розташування
Селище міського типу Буди розташоване на берегах річки Мерефа (в основному на лівому березі), вище за течією на відстані 4 км розташоване місто Люботин, нижче за течією на відстані 1,5 км розташоване місто Південне. Через селище проходить залізниця, станція Буди.

## Історія

### Заснування

Товарний знак. Посуд ліквідованого Будянського заводу, Харків.

Село вперше згадується у 1770-1780-х роках.
Засновником фаянсового заводу був російський підприємець зі старообрядців — Матвій Кузнєцов. Він же фундував будівництво сільської лікарні та церкви, рештки якої збереглися до XXI століття.
У 1870 році через село була прокладена залізнична гілка Мерефа - Люботин, з'являється залізнична станція Буди .

### Фаянсовий завод
Фаянсовий завод закладено наприкінці XIX століття. Він спеціалізувався на виробленні серійного посуду та фаянсових виробів. Елітного посуду майже не випускали, на ньому спеціалізувалися інші підприємства мільйонера.
Будянський керамісти створили неповторний стиль — будянський фаянс. У різні часи на заводі працювали 18 художників — членів Національної Спілки художників України. На території селища в 80-тих роках XIX ст. був заснований промисловий ансамбль, який майже повністю зберігся до наших днів.
За даними на 1864 рік у власницькому селі Харківського повіту мешкало 814 осіб (378 чоловічої статі та 436 — жіночої), налічувалось 124 дворових господарства, існували 2 винокурних та 2 цегельних заводи.
У 1902 році на кошти «Товариства М.С. Кузнєцова» було побудовано кам’яний Миколаївський храм.
Станом на 1914 рік село було центром Будянської волості, кількість мешканців зросла до 1800 осіб.

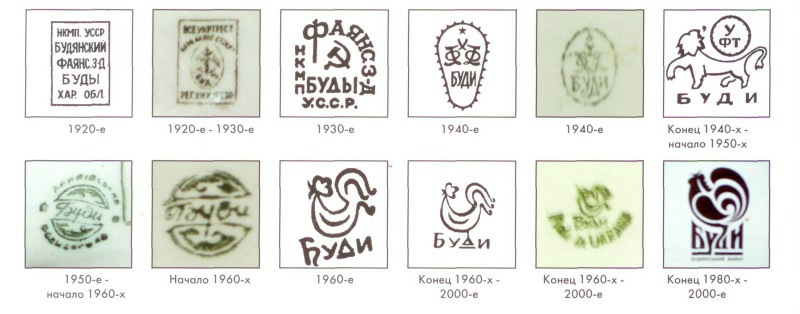
Зміни товарного знаку ліквідованого Будянського заводу

### Музей при заводі
Славетним закладом був Музей Будянського фаянсового заводу, де збирали зразки продукції.
Доля музею не вирішена. Він міг би стати цінним додатком Історичного музею. Але адміністрація не готова брати його до свого складу, мотивуючи своє рішення браком музейних площ.

### Ліквідація підприємства
На початку 2000 р. Акціонерне товариство заводу ухвалило рішення про ліквідацію підприємства. Працівники розбирають цехові стіни й вивозять цеглу.

## Населення

### Мова
Розподіл населення за рідною мовою за даними перепису 2001 року:
| Мова            | Кількість | Відсоток |
| --------------- | --------- | -------- |
| українська      | 4744      | 67.73%   |
| російська       | 2239      | 31.97%   |
| білоруська      | 6         | 0.09%    |
| болгарська      | 4         | 0.06%    |
| вірменська      | 3         | 0.04%    |
| румунська       | 1         | 0.01%    |
| польська        | 1         | 0.01%    |
| інші/не вказали | 6         | 0.09%    |
| Усього          | 7004      | 100%     |

## Спорт

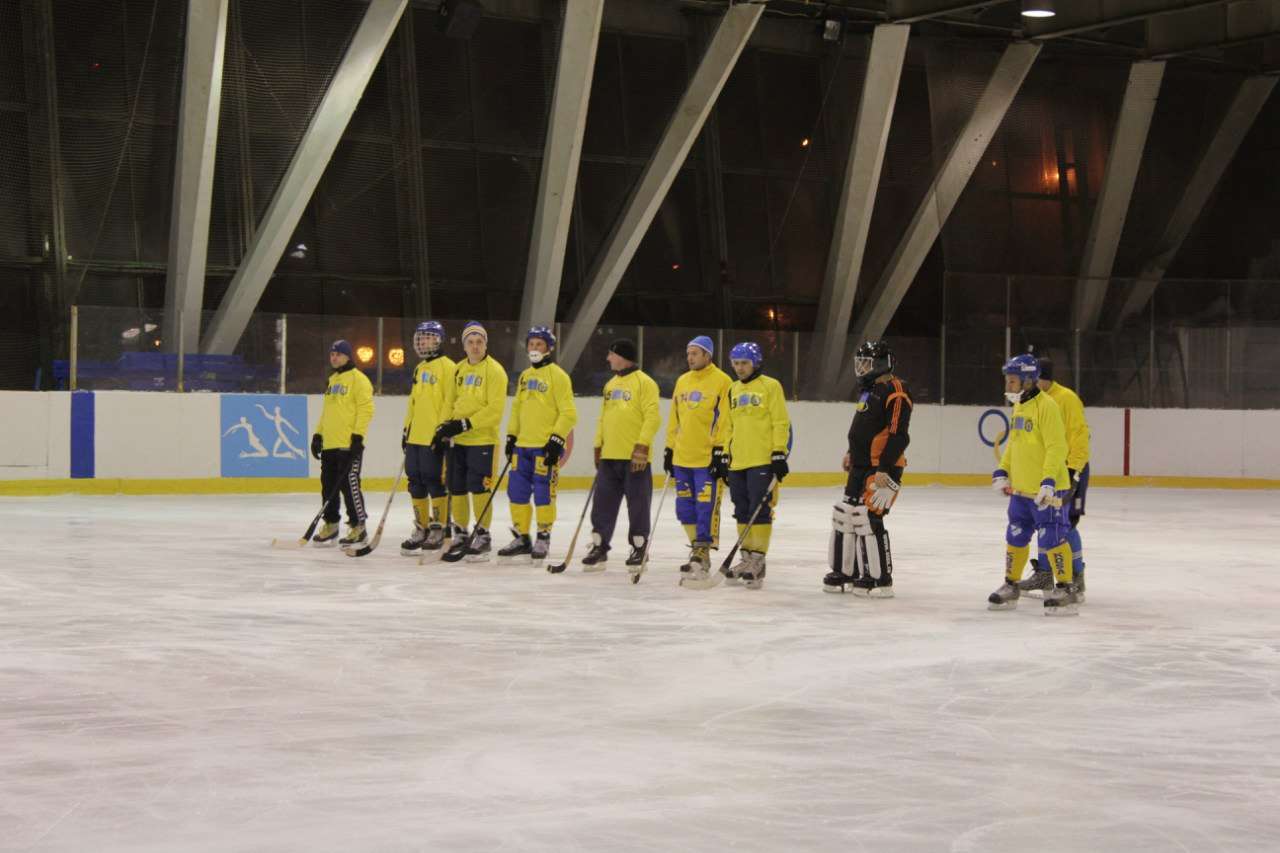
Авангард

У селищі базується бенді клуб «Авангард» чемпіон України та володар Кубка України з хокею з м'ячем.

## Відомі люди
- Бондаренко Лідія Микитівна (29 червня 1930 — 17 листопада 2012) — уродженка села, радянський і російський лікар, кандидат медичних наук, нагороджений орденом «За заслуги в розвитку медицини і охорони здоров'я» № 037.[8]
- Засєда Ігор Іванович (1932 — 2005) — український радянський спортсмен, письменник.
- Івченко Сергій Іванович — український письменник, народився в селі 25 березня 1925 року.
- Кочетков Дмитро Олександрович (1979—2022) — старший солдат окремого загону спеціального призначення НГУ «Азов» Національної гвардії України, учасник російсько-української війни, що загинув у ході російського вторгнення в Україну в 2022 році.
- Нестеренко Марія Петрівна (1910 —1941) — радянська льотчиця.
- Приходько Валентина Семенівна (1926—2012) — уродженка села, провідний український педіатр, доктор медичних наук, професор, академік Академії наук вищої школи України, завідувачка кафедри педіатрії Харківського медичного університету (1972—2002).